# Angelo Debarre
Angelo Debarre (Saint-Denis, 19 agosto 1962) è un chitarrista francese.

## Biografia
Proveniente da una famiglia di zingari della etnia dei Manouches, ha iniziato a suonare la chitarra all'età di otto anni.
Debarre si ispira alla tradizione musicale di Django Reinhardt e ben presto si è imposto come uno dei chitarristi gipsy jazz più brillanti nel panorama mondiale.
Nel 1984 Debarre fonda il suo primo gruppo, The Angelo Debarre Quartet
e nell'anno successivo è impegnato in concerti musicali con altri musicisti zingari in varie parti del mondo.
Debarre è un profondo conoscitore anche del repertorio della musica zingara dell'Europa orientale. Ha partecipato al film Gainsbourg (vie héroïque) (2010) di Joann Sfar.

## Discografia parziale

### Album
- 1988 - Gypsy Guitars
- 1991 - La Roue Fleurie
- 1998 - Caprice
- 1999 - Romano Baschepen
- 2002 - Portrait of Angelo Debarre
- 2003 - Come Into My Swing
- 2004 - Angelo Is Back In Town
- 2005 - Entre Amis
- 2008 - Paroles de Swing (con Ludovic Beier)
- 2008 - Trio tout à cordes
- 2010 - Live in Le Quecumbar (con The Angelo Debarre Quartet)
- 2010 - Gypsy Unity